# Gulbrynad siska
Gulbrynad siska (Crithagra whytii) är en afrikansk fågel i familjen finkar inom ordningen tättingar.

## Kännetecken

### Utseende
Gulbrynad siska är en relativt stor afrikansk siska med kraftigt tecknat huvud och strimmad kropp. Fågeln liknar den nära släktingen strimsiskan som den tidigare behandlats som en underart till. Den har dock till skillnad från denna gult (inte vitt) ögonbrynsstreck, men även gula inslag i ansiktet och på strupen. Örontäckarna är också strimmiga.

### Läten
Den gulbrynade siskans sång liknar strimsiskans, men är mörkare. Lätet beskrivs i engelsk litteratur som ett "si-wuuee".

## Utbredning och systematik
Gulbrynad siska förekommer i höglänta områden i södra Tanzania, Zambia och norra Malawi. Den förekommer oftast i par, i skogskanter och snår.

### Släktestillhörighet
Tidigare placerades den i släktet Serinus, men DNA-studier visar att den liksom ett stort antal afrikanska arter endast är avlägset släkt med t.ex. gulhämpling (S. serinus).

## Status
IUCN behandlar den som underart till strimsiska, varför den inte placeras i en egen hotkategori. Den beskrivs som sparsamt förekommande.

## Namn
Fågelns vetenskapliga artnamn hedrar Alexander Whyte (1834-1905), naturforskare anställd av brittiska staten i Nyasaland 1891-1897.